# 547 (szám)
Az 547 (római számmal: DXLVII) egy természetes szám, prímszám.

## A szám a matematikában
A tízes számrendszerbeli 547-es a kettes számrendszerben 1000100011, a nyolcas számrendszerben 1043, a tizenhatos számrendszerben 223 alakban írható fel.
Az 547 páratlan szám, prímszám. Normálalakban az 5,47 · 102 szorzattal írható fel.
Első típusú köbös prím.
Középpontos hétszögszám. Középpontos hatszögszám.
A Sylvester-sorozat 6. sorszámú elemének egyik prímtényezője.
Az 547 négyzete 299 209, köbe 163 667 323, négyzetgyöke 23,38803, köbgyöke 8,17829, reciproka 0,0018282. Az 547 egység sugarú kör kerülete 3436,90236 egység, területe 939 992,79629 területegység; az 547 egység sugarú gömb térfogata 685 568 079,4 térfogategység.